# Atractosoma confine
Atractosoma confine är en mångfotingart som beskrevs av Berlese 1895. Atractosoma confine ingår i släktet Atractosoma och familjen knöldubbelfotingar. Inga underarter finns listade i Catalogue of Life.